# Kremer-Test
Der Kremer-Test ist eine Probe, die bei unerfülltem Kinderwunsch prüft, ob Spermien im Zervixschleim überleben können und beweglich sind.
Der Kremer-Test wird auch als Spermien-Cervikalmucus-Penetrationstest (SCMPT) oder englisch als sperm-cervical mucus contact test (SCMC – Test) bzw. sperm-penetration-meter test (SPM-test) bezeichnet.

## Durchführung
Am Tag der Ovulation werden Zervixschleim und eine Samenprobe entnommen. Im Labor wird die Überlebensfähigkeit und die Beweglichkeit der Spermien im Zervixschleim geprüft, indem eine Spermienprobe ohne Zervixschleim in ihrer Beweglichkeit mit einer Probe im Zervixschleim unter dem Mikroskop verglichen wird. Die mikroskopische Untersuchung wird nach 2, 4 und 24 h wiederholt.